# دمیترو دلیاتیتسکی
دمیترو دلیاتیتسکی (انگلیسی: Dmytro Delyatytskyi؛ زادهٔ ۱۴ اوت ۱۹۷۶) سرلشکر نیروهای مسلح اوکراین است، که از سال ۲۰۲۴ به‌عنوان فرمانده سپاه تفنگداران دریایی اوکراین فعالیت می‌کند.
دلیاتیتسکی فعالیت نظامی را از سال ۱۹۹۷ در نیروی زمینی اوکراین آغاز کرد، از ۲۰۱۲ تا ۲۰۱۴ فرمانده گردان ۱ تفنگدار دریایی بود، در فاصله سال‌های ۲۰۱۵ تا ۲۰۱۸ فرماندهی تیپ ۳۶ تفنگدار دریایی را برعهده داشت، از ۲۰۱۸ تا ۲۰۲۳ به‌عنوان جانشین فرمانده سپاه تفنگداران دریایی اوکراین فعالیت می‌کرد و از ۲۰۲۳ تا ۲۰۲۴ فرمانده آکادمی نظامی اودسا بود.